# Blekinge arkipelag
Blekinge arkipelag är ett biosfärområde i Blekinge. Biosfärområdet omfattar omkring 200 000 hektar, och utgörs av större delen av Blekinge skärgård och dess kust. 156 000 av hektaren är vatten och 54 000 land. Området består av 37 naturreservat, 1 kulturreservat och 72 Natura 2000-områden.
Biosystemet präglas av det kustnära läget. Vattnet är omväxlande sött och bräckt, vilket har gett upphov till en säregen och rik biologisk mångfald. Det tillsammans med en lång historia av att bruka områdets naturresurser präglar kulturlandskapet, som omfattar många olika naturtyper: utöver det kustnära havsområdet med vikar och sund, öar och skär, även lövskogar och barrskogar, odlingsmarker, ängar, hagar, städer och tätorter.
Biosfärområdet utsågs 2011, och samförvaltas av Karlshamns, Karlskronas och Ronneby kommuner. Det är det första biosfärområdet i Sverige med fokus på Östersjöfrågor. Därigenom samarbetar man även i projektet Biosphere for Baltic. Det var det 580:e biosfärområdet i världen, när det godkändes.